# Beibeilong
Beibeilong – wymarły rodzaj dinozaura, teropoda z grupy celurozaurów i rodziny cenagnatów.
Skamieniałości nieznanego wcześniej rodzaju dinozaura znaleziono w początkowo nieznanym bliżej miejscu w chińskiej prowincji Henan, później określonym jako 33°15′30″ N, 111°43′41″ E, w powiecie Xixia, w okolicy miasta Yangcheng, w pobliżu wsi Zhaoying, a dokładniej 2 km na wschód od niej, w skałach powstałych w kredzie późnej, znanych ze skamieniałych jaj. Pierwsze z nich znalazła w 1993 The Stone Company. Znalezione szczątki obejmowały zarodek i jaja właśnie, zwane Macroelongatoolithus. Okazały się pierwszymi znanymi nauce pozostałościami zarodka i jaj przedstawiciela cenagnatów. Jaja te były większe od znanych wcześniej skamieniałych jaj owiraptorów, co wskazuje na wielkie rozmiary dorosłego zwierzęcia. Znaleziony zarodek ochrzczono Baby Louie na pamiątkę Louisa Psihoyosa, fotografa, który wykonał zdjęcia do artykułu na jego temat w „National Geographic”.
Dzięki znalezionym szczątkom opisano nowy rodzaj dinozaura, któremu badacze nadali nazwę Beibeilong. Pierwszy człon nazwy rodzajowej, beibei, pochodzi z hanyu pinyin. Oznacza niemowlę. Z kolei long znaczy po chińsku smok. W obrębie rodzaju wyróżniono pojedynczy gatunek Beibeilong sinensis. Epitet gatunkowy pochodzi z łaciny i odnosi się do znalezienia szczątków w Chinach.